# Diazina
Las diazinas son una familia de compuestos heterocíclicos aromáticos que presentan dos nitrógenos pirimidínicos en su estructura. 

## Estructura
Las fórmula molecular de las diazinas más simples es C4H4N2 y poseen nombres propios:

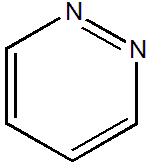
piridazina (1,2-diazina)
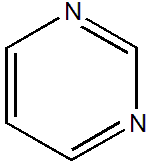
pirimidina (1,3-diazina)
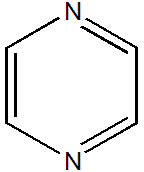
pirazina (1,4-diazina)

Algunos compuestos derivados de la pirimidina poseen especial importancia biológica, entre ellos, la vitamina B1 y las bases pirimidínicas: citosina (C), timina (T) y uracilo (U); las cuales se encuentran formando parte de los ácidos nucleicos.

## Propiedades
Las diazinas poseen una mayor π deficiencia (la resonancia de los electrones pi del anillo aromático genera estructuras estables con carga positiva sobre los carbonos) que la pirimidina. Esto causa una menor basicidad y reactividad frente a la SEA y una mayor reactividad frente a la SNA.
Las diazinas poseen una menor estabilización por resonancia que la pirimidina y por ello su reducción ocurre en condiciones menos enérgicas.